# قائمة فنادق لبنان
الفندق  (الجمع: فنادق) أو النُزُل  (الجمع: أنزال) هو مسكن يسكن فيه الشخص لوقت قصير مقابل أجر، مؤثث مفروش وقد يكون مزوداً بأجهزة منزلية ووسائل راحة وترفيه؛ مع توفير خدمات الطعام والنظافة والصيانة وغيرها.

## قائمة فنادق لبنان
تحتوي هذه القائمة على أسماء فنادق في لبنان.
- برج الحافة (بيروت)
- فندق سان جورج (بيروت)
- فندق فينيسيا بيروت
- فندق كراون بلازا بيروت
- فندق لو بريستول بيروت
- فندق هوليداي إن بيروت